# Centro Português de Fotografia

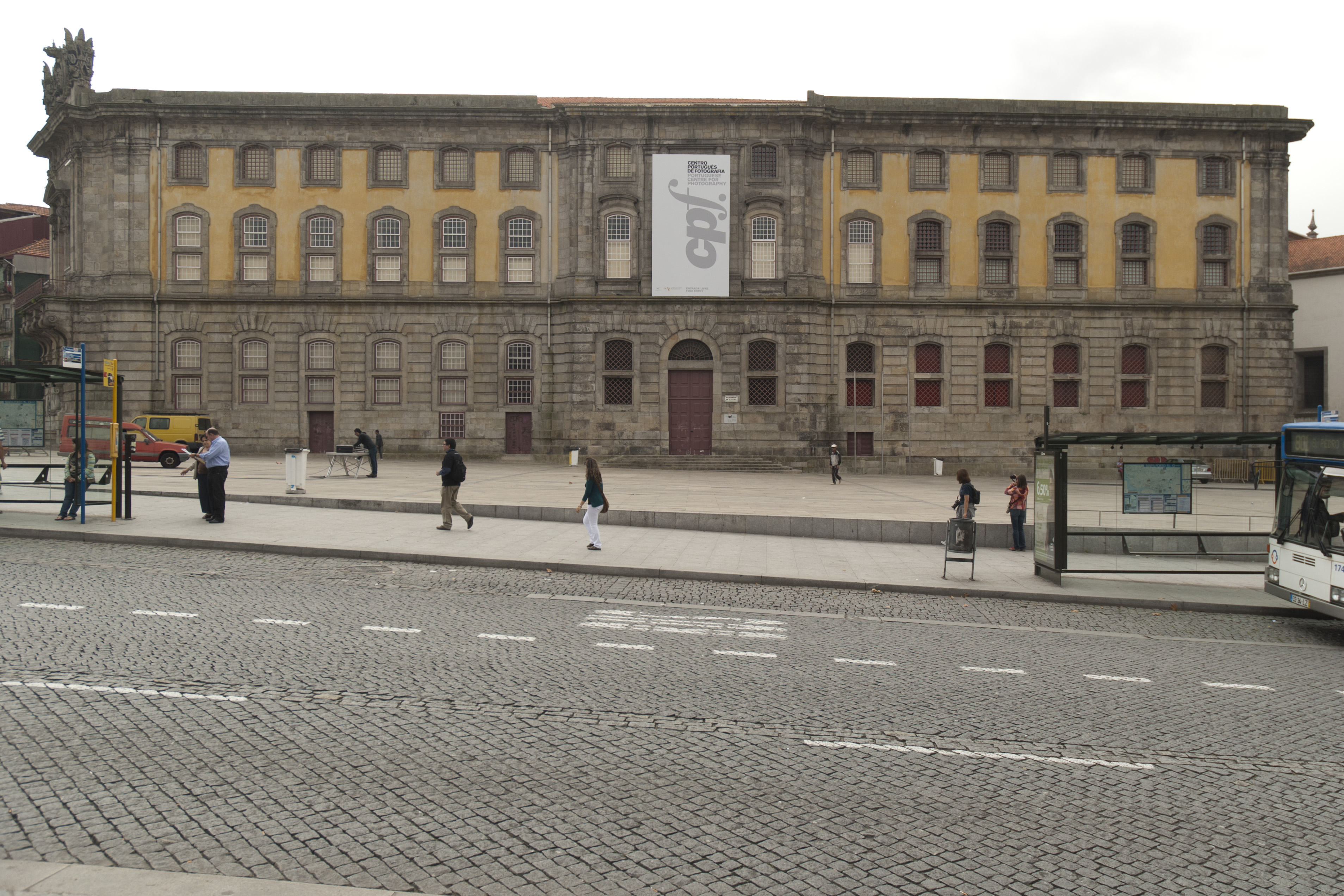
Portugiesisches Zentrum für Fotografie

Das Centro Português de Fotografia (dt. Portugiesisches Zentrum für Fotografie) ist ein Museum für Fotografie in Portugal. Es ist in der Stadt Porto in einem großen Gebäude aus dem 18. Jahrhundert untergebracht. Das Gebäude steht als Monumento Nacional (Kulturgut nationaler Bedeutung) und zudem als eingetragener Teil der historischen Altstadt Portos als UNESCO-Welterbe unter Denkmalschutz.

## Geschichte
Das Gebäude beherbergte bis 1961 das Berufungsgericht und das dazugehörige Gefängnis von Porto (Cadeia e Tribunal da Relação do Porto), bis zum 29. April 1975 nur das Gefängnis (Cadeia de Relação do Porto). Danach wurde es zunächst illegal bewohnt (u. a. von Retornados und von Aktivistengruppen nach der Nelkenrevolution) und verfiel zusehends. Nach ersten Restaurierungsarbeiten ab 1988 wurde es 1992 offiziell der damaligen Baudenkmalbehörde Instituto Português do Património Arquitetónico (IPPAR) unterstellt.
In den 1990er Jahren wurde es nach den Entwürfen der Architekten Humberto Vieira und Eduardo Souto de Moura in ein Museum umgebaut, das 1997 eröffnet wurde.

## Museum

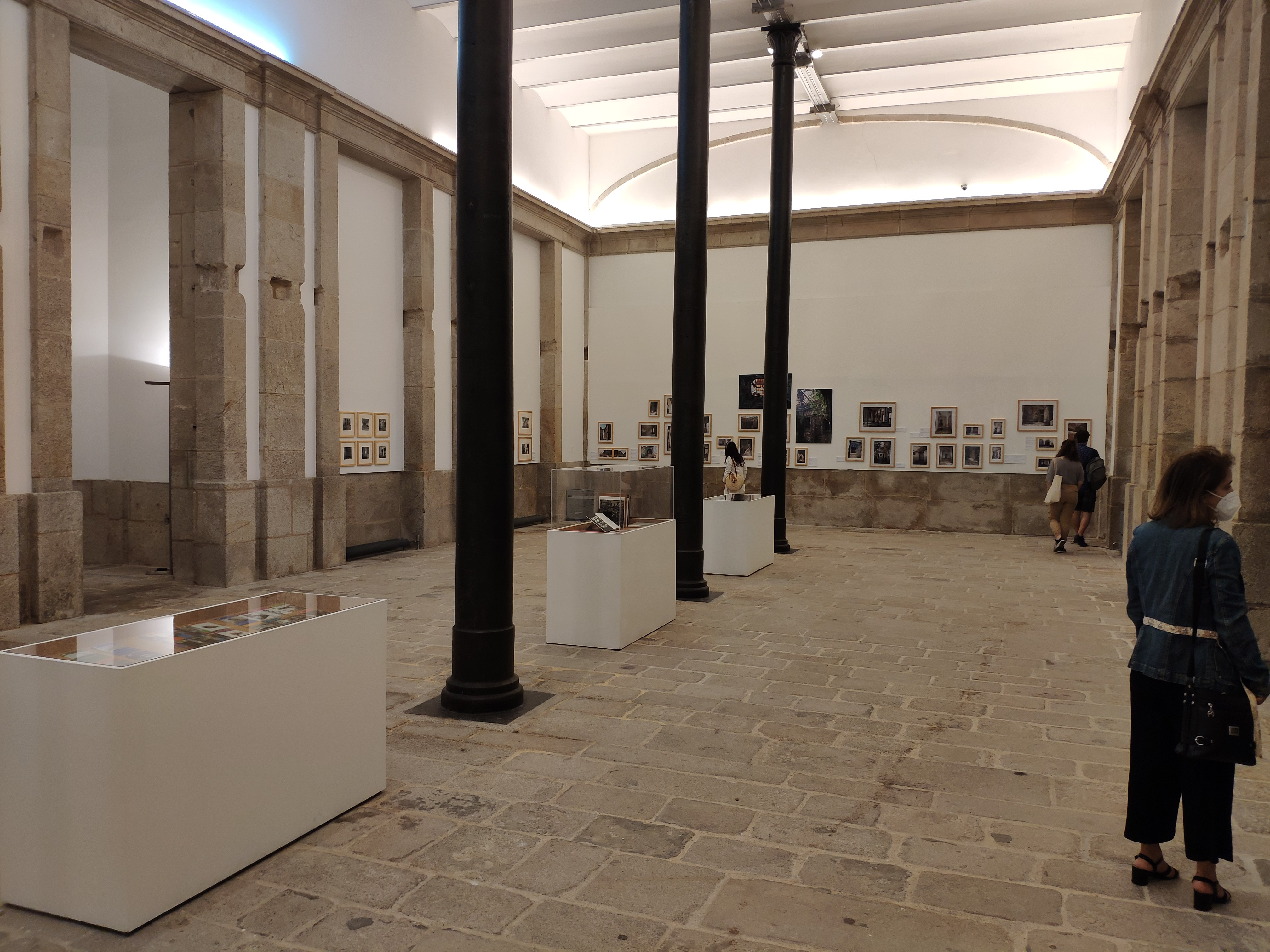
Ausstellungsräume des Portugiesischen Zentrums für Fotografie

Das Museum verfügt über große, schmucklose Säle mit dicken Steinwänden und massiven Metallgittern. Im obersten Stockwerk wird die Geschichte der Fotografie aus technischer Sicht dargestellt. Es beherbergt eine ständige Sammlung mit zahlreichen Kameras aus der Zeit des 19. Jahrhunderts bis in die Gegenwart.
Das Centro Português de Fotografia ist dem portugiesischen Nationalarchiv Arquivo Nacional da Torre do Tombo unterstellt.